# Русков
Русков (словац. Ruskov) — село в окрузі Кошиці-околиця Кошицького краю Словаччини. Площа села 20,21 км². Станом на 31 грудня 2016 року в селі проживало 1457 жителів.

## Історія
Перші згадки про село датуються 1303 роком.

## Населення
| Рік:            | 1994. | 2004.   | 2014.   | 2024.    |
| --------------- | ----- | ------- | ------- | -------- |
| Кількість осіб: | 1326  | 1328    | 1450    | 1778     |
| Різниця:        |       | +0,15 % | +9,18 % | +22,62 % |

| Рік:            | 2023. | 2024.   |
| --------------- | ----- | ------- |
| Кількість осіб: | 1742  | 1778    |
| Різниця:        |       | +2,06 % |